# La Luz, Zacualpan
La Luz är en ort i Mexiko.   Den ligger i kommunen Zacualpan och delstaten Mexiko, i den södra delen av landet, 100 km sydväst om huvudstaden Mexico City. La Luz ligger 1 750 meter över havet och antalet invånare är 201.
Terrängen runt La Luz är lite bergig. Runt La Luz är det ganska tätbefolkat, med 54 invånare per kvadratkilometer. Närmaste större samhälle är Ixtapan de la Sal, 16,1 km nordost om La Luz. I omgivningarna runt La Luz växer huvudsakligen savannskog.